# Van den Bergh (cràter)

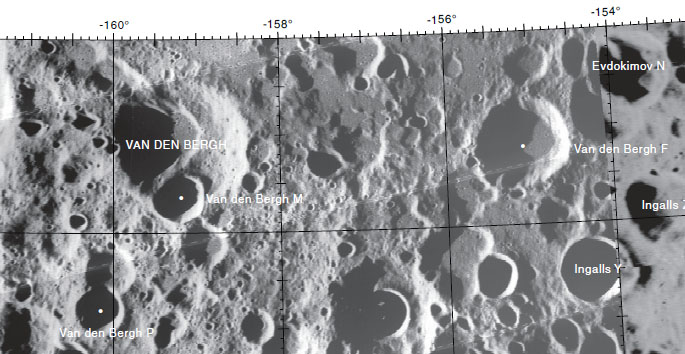
Entorn de Van den Bergh

Van den Bergh és un erosionat cràter d'impacte que es troba en la cara oculta de la Lluna, just a l'est del cràter més gran Cockcroft. Al nord es troba Evershed.

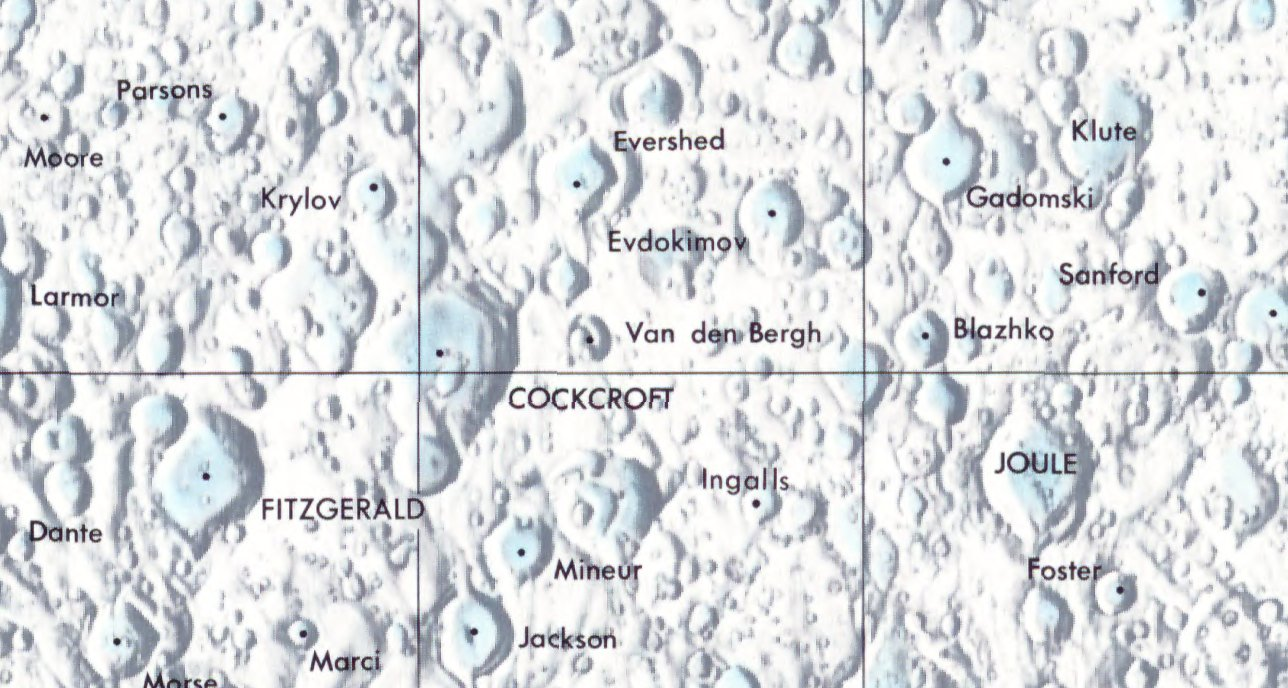
Localització de Van den Bergh (centre de la imatge)

Des de la seva formació, aquest cràter ha estat molt desgastat per impactes posteriors, que han suavitzat i arrodonit el seu perfil. El cràter satèl·lit Van den Bergh M travessa el bord sud, i presenta una depressió d'un vell impacte en la part nord-oest del sòl interior. Diversos petits cràters se situen en la vora cap a l'est i l'oest. Aquest cràter es troba dins del sistema de marques radials del cràter Jackson, situat al sud-sud-oest.

## Cràters satèl·lit
Per convenció aquests elements són identificats en els mapes lunars posant la lletra en el costat del punt mitjà del cràter que està més proper a Van den Bergh.
|              | \| Van denBergh \| Coordenades \| Diàmetre \| \| ------------ \| --------------------------------------- \| -------- \| \| F \| 31° 00′ N, 155° 00′ O / 31.0°N,155.0°O) \| 29 km \| \| M \| 30° 42′ N, 159° 12′ O / 30.7°N,159.2°O) \| 15 km \| \| P \| 29° 30′ N, 160° 06′ O / 29.5°N,160.1°O) \| 15 km \| \| Y \| 33° 06′ N, 159° 42′ O / 33.1°N,159.7°O) \| 43 km \| |          |
| Van denBergh | Coordenades | Diàmetre |
| F            | 31° 00′ N, 155° 00′ O / 31.0°N,155.0°O) | 29 km    |
| M            | 30° 42′ N, 159° 12′ O / 30.7°N,159.2°O) | 15 km    |
| P            | 29° 30′ N, 160° 06′ O / 29.5°N,160.1°O) | 15 km    |
| Y            | 33° 06′ N, 159° 42′ O / 33.1°N,159.7°O) | 43 km    |